# 富山県の市町村章一覧
富山県の市町村章一覧（とやまけんのしちょうそんしょういちらん）は、富山県内の市町村に制定されている、あるいは制定されていた市町村章の一覧である。なお、一覧の順序は全国地方公共団体コード順による。廃止された市町村章は廃止日から順に掲載している。

## 市部
| 市       | 市章 | 由来                                                                                  | 制定日        | 備考                                                             |
| -------- | ---- | ------------------------------------------------------------------------------------- | ------------- | ---------------------------------------------------------------- |
| 富山市   |      | 富山藩時代からの菊紋の中に「富」を配したもの                                          | 2006年1月4日  | 旧・富山市制時の1908年に制定されていたものを市制施行後に継承する |
| 高岡市   |      | 「高」を図案化したもの                                                                | 2005年11月1日 | 2代目の市章である 色は青色と緑色が指定されている                 |
| 魚津市   |      | 「ウ」を図案化し、波頭で「津」を表現したもの                                          | 1957年4月15日 |                                                                  |
| 氷見市   |      | 「ヒミ」を図案化                                                                      | 1958年9月4日  |                                                                  |
| 滑川市   |      | 波頭と川で「波入川」を表現したもの                                                    | 1954年6月15日 |                                                                  |
| 黒部市   |      | 「K」を図案化したもの                                                                 | 2006年3月31日 | 2代目の市章である 色は緑色・黄緑色・青色が指定されている         |
| 砺波市   |      | チューリップと庄川を図案化したもの                                                    | 2004年11月1日 | 2代目の市章である 色は橙色・緑色・水色が指定されている           |
| 小矢部市 |      | 「小矢べ」を図案化したもの                                                            | 1963年4月1日  |                                                                  |
| 南砺市   |      | 福野町、城端町・平村・上平村・利賀村・井波町・井口村・福光町の8町村が円で繋がったもの | 2004年11月1日 | 色は青色・赤色・緑色が指定されている                             |
| 射水市   |      | 「い」を図案化したもの                                                                | 2005年11月1日 | 色は青色が指定されている                                         |

## 町村部
| 郡       | 町村   | 町村章 | 由来                                                       | 制定日        | 備考                                                             |
| -------- | ------ | ------ | ---------------------------------------------------------- | ------------- | ---------------------------------------------------------------- |
| 中新川郡 | 舟橋村 |        | 「ハ」・船を正面から見た形・「し」を重ねたもの             | 1973年6月22日 | 制定前は作成されていなかった                                     |
| 中新川郡 | 上市町 |        | 「上市」を図案化し剱岳を表現したもの                       | 1954年3月28日 | 色は外側は黒色・濃緑色・白色であり、「市」は金色が指定されている |
| 中新川郡 | 立山町 |        | 「立山」を図案化したもの                                   | 1954年5月1日  |                                                                  |
| 下新川郡 | 入善町 |        | 「入」を太くしかつ中央に置いて図案化したもの               | 1960年7月1日  |                                                                  |
| 下新川郡 | 朝日町 |        | 「ア」を三つの組み合わせ、輪で繋いで「朝日」を意味したもの | 1954年11月3日 |                                                                  |

## 廃止された市町村章
| 市郡     | 市町村   | 市町村章       | 由来 | 制定日         | 廃止日        | 備考 |
| -------- | -------- | -------------- | --- | -------------- | ------------- | --- |
| 富山市   |          |                | 富山藩からの菊紋を継承したもの                                                                                   | 1897年11月20日 | 1908年        | 「富」を配し、一部図案を変更したもの |
| 下新川郡 | 魚津町   |                | 「魚」を基本とし、魚類・亀の甲・蛤などの貝類などの海産物を表したもの                                             | 1913年7月1日   | 1952年4月1日  | |
| 西礪波郡 | 石動町   |                | 不明 | 不明           | 1962年8月1日  | |
| 西礪波郡 | 砺中町   |                | 不明 | 不明           | 1962年8月1日  | |
| 西礪波郡 | 戸出町   |                | 戸と桜の花弁を図案化したもの                                                                                     | 1937年         | 1966年2月10日 | |
| 東礪波郡 | 中田町   |                | 不明 | 1956年12月7日  | 1966年2月10日 | |
| 婦負郡   | 呉羽町   |                | 不明 | 不明           | 1966年4月1日  | |
| 中新川郡 | 水橋町   |                | 「水」を主題とし、上下の円形と左右の突出を表したもの                                                             | 1954年7月1日   | 1966年5月1日  | |
| 上新川郡 | 大沢野町 |                | 不明 | 不明           | 1967年5月1日  | 初代の町章である |
| 射水郡   | 大島村   |                | 不明 | 不明           | 1969年4月1日  | |
| 東礪波郡 | 城端町   |                | 「城」を「ハナ」で囲ったもの                                                                                     | 1962年         | 1973年6月18日 | 初代の町章である |
| 西礪波郡 | 福光町   |                | 「福光」を図案化したもの                                                                                         | 1955年9月5日   | 2004年11月1日 | |
| 東礪波郡 | 井波町   |                | 「イナミ」を意匠化し、中央の空白は「工」を表したもの                                                             | 1954年9月4日   | 2004年11月1日 | |
| 東礪波郡 | 福野町   |                | 九個の「フ」で星・「の」で日・月を表したもの                                                                     | 1975年9月1日   | 2004年11月1日 | 1927年に制定していたものを1975年9月1日に告示された                                                                                            |
| 東礪波郡 | 城端町   |                | 全体はミズバショウの花を象り、その花の上に「城」を周囲に「ハナ」を配したもの                                     | 1973年6月18日  | 2004年11月1日 | ミズバショウの部分は青色であり、「城」・「ハナ」の部分は白色が指定されている 町花であるミズバショウを制定する為に変更される 2代目の町章である |
| 東礪波郡 | 平村     |                | 「平」と「円」を基にしたもの                                                                                     | 1976年11月10日 | 2004年11月1日 | 制定前は作成されていなかった |
| 東礪波郡 | 上平村   | （著作権存続） | 緑色は山村と白川郷・五箇山の合掌造り集落・金色は「カ」を図案化したもの                                           | 1974年         | 2004年11月1日 | 色は緑色と金色が指定されている 制定前は作成されていなかった                                                                                   |
| 東礪波郡 | 利賀村   |                | 全体は「利賀」を表し、「と」を表し、三角形は高峰・扇山・金剛堂山・水無山の四山であり、その中に「賀」を配したもの | 1958年9月      | 2004年11月1日 | |
| 東礪波郡 | 井口村   |                | 「井口」を図案化したもの                                                                                         | 1978年11月     | 2004年11月1日 | |
| 砺波市   |          |                | 「と」を円形に図案化したもの                                                                                     | 1954年6月1日   | 2004年11月1日 | 初代の市章である |
| 東礪波郡 | 庄川町   |                | 「庄川」を円形にし、造形したもの                                                                                 | 1952年6月1日   | 2004年11月1日 | |
| 上新川郡 | 大山町   |                | 「大」の字を図案化し、なかに「山」を浮き彫りにして表したもの                                                     | 1955年6月22日  | 2005年4月1日  | |
| 上新川郡 | 大沢野町 |                | 「オ」を図案化したもの                                                                                           | 1967年5月1日   | 2005年4月1日  | 2代目の町章である |
| 婦負郡   | 婦中町   |                | 「婦」を配し、その外周に六角形にした「中」を図案化したもの                                                       | 1952年6月1日   | 2005年4月1日  | |
| 婦負郡   | 八尾町   |                | 「八」を翼上に図案化したもの                                                                                     | 1954年8月14日  | 2005年4月1日  | |
| 婦負郡   | 山田村   |                | 牛岳に「山」を表したもの                                                                                         | 1977年1月4日   | 2005年4月1日  | 制定前は作成されていなかった |
| 婦負郡   | 細入村   |                | 「ホソイリ」を図案化したもの                                                                                     | 1965年11月3日  | 2005年4月1日  | 色は「ホ」の部分は赤色・「ソイリ」は緑色が指定されている 制定前は作成されていなかった                                                         |
| 新湊市   |          |                | 「新」と円を表したもの                                                                                           | 1951年3月15日  | 2005年11月1日 | 1954年11月1日に告示された |
| 射水郡   | 小杉町   |                | 「小」を円形に図案化し、周囲をスギの葉で包んだもの                                                               | 1975年11月23日 | 2005年11月1日 | 制定前から存在していた |
| 射水郡   | 大門町   |                | 「大」を図案化したもの                                                                                           | 1955年12月15日 | 2005年11月1日 | |
| 射水郡   | 大島町   | （著作権存続） | 中央に「大」・周囲に四つの「マ」を意匠化したもの                                                                 | 1969年4月1日   | 2005年11月1日 | |
| 射水郡   | 下村     | （著作権存続） | 「下」を三つ組み合わせたもの                                                                                     | 1974年6月3日   | 2005年11月1日 | 制定前は作成されていなかった |
| 高岡市   |          |                | 全体は「高」を図案化し、高岡商人の通称であった車組と工業地域の歯車と曳山の車を表したもの                         | 1916年9月19日  | 2005年11月1日 | 初代の市章である |
| 西礪波郡 | 福岡町   |                | 三角形を以って六字の「フ」と、中に三字の「フ」を配し、「福(フ九)」となし、その中心に岡をおいて図案化したもの     | 1924年10月6日  | 2005年11月1日 | |
| 黒部市   |          |                | 「クロ」を円で描き、その下に「ベ」をあしらい、図案化したもの                                                     | 1954年9月1日   | 2006年3月31日 | 初代の市章である |
| 下新川郡 | 宇奈月町 |                | 「ウ」と「ナ」を重ね、上弦の月を組み合わせたもの                                                                 | 1957年6月15日  | 2006年3月31日 | |

### 書籍
- 小学館辞典編集部 編『図典 日本の市町村章』（初版第1刷）小学館、2007年1月10日。ISBN 4095263113。
- 近藤春夫『都市の紋章 : 一名・自治体の徽章』行水社、1915年。NDLJP:955061
- 中川幸也『シリーズ人間とシンボル第2号「都市の旗と紋章」』中川ケミカル、1987年10月11日。
- 丹羽基二『日本の市章 （東日本）』保育社、1984年4月5日。
- 望月政治『都章道章府章県章市章のすべて』日本出版貿易株式会社、1973年7月7日。
- NHK情報ネットワーク『NHKふるさとデータブック4 [北陸・甲信越]』日本放送協会、1992年4月1日。

### 都道府県書籍
- 同朋社『ビジュアル版にっぽん再発見 16 全国市区町村わが町わが村（富山）』同朋社、1997年10月。
- 富山県地方課『富山県町村合併誌』富山県、1961年9月1日。

### 自治体書籍
- 南砺市役所『城端町 行政史』富山県南砺市、2005年11月。
- 上平村役場『写真でつづる百年の歩み』富山県東礪波郡上平村、1989年。
- 利賀村史編纂委員会『利賀村史 3 近・現代』富山県東礪波郡利賀村、2004年10月。
- 福光町役場『福光町例規集』富山県西礪波郡福光町。
- 福野町役場『福野町例規集』富山県東礪波郡福野町。
- 井波町役場『井波町例規集』富山県東礪波郡井波町。
- 城端町役場『城端町例規集』富山県東礪波郡城端町。
- 平村役場『平村例規集』富山県東礪波郡平村。
- 利賀村役場『利賀村例規集』富山県東礪波郡利賀村。
- 水橋町役場『水橋町例規集』富山県中新川郡水橋町。
- 中田町誌編纂委員会『中田町誌』富山県東砺波郡中田町、1968年5月15日。
- 戸出町史編纂委員会『中田町誌』富山県高岡市戸出町史編纂委員会、1972年6月1日。